# Burgóhegy
Burgóhegy (németül: Burgauberg) Burgóhegy-Magashegy településrésze, egykor önálló község Ausztriában Burgenland tartományban a Németújvári járásban,

## Fekvése
Németújvártól 23 km-re északnyugatra a Lapincs bal partján, a régi magyar határ mellett fekszik. A mai község déli részét képezi. Burgóhegy részei Halmheu, Hochkogel, Oberungarfeld, Sauberg, Schwabenberg és Unterungarfeld.

## Története
A Lapincs folyó völgye a magyar honfoglalás után határőrvidék lett. A mai község területe a 12. századtól kezdett benépesülni, amikor nyugatról német telepesek érkeztek ide. A Burgóhegy, Vörthegy és Neudóhegy vidéke azonban annyiban volt különleges a környező településekhez képest, hogy itt nem történt falu alapítás, hanem hegyes területüket a völgyekben lakók szőlőhegyként használták. Így Burgóhegy a Lapincs túlpartján fekvő stájerországi Burgau szőlőhegyének számított. A 16. és 17. század során többször érték a vidéket a török hadak és magyar felkelők támadásai. 1713-ban pestisjárvány pusztított. 1789-ben gróf Batthyány Károly volt a birtokosa. A település 1795-ben lett önálló.
1691-ben 12 portát számláltak a faluban. 1782-ben 66 háza és 320 lakosa volt, 1804-ben 83 házában 464 lakos élt. 1836-ban 664, 1850-ben 617 volt a lakosok száma.
Vas vármegye monográfiája szerint " Burgóhegy, stájer határszéli német község 105 házzal és 697 róm. kath. vallású lakossal. Postája és távirója Szt.-Elek. Határszéli vámmal bírt. " 
1910-ben 742, túlnyomórészt német lakosa volt. Az első világháborúban Burgóbergnek 38 lakosa esett el. A trianoni békeszerződésig Vas vármegye Németújvári járásához tartozott. 1921-ben Ausztria Burgenland tartományának része lett. Az osztrák bevonulás itt sem ment zökkenőmentesen, ugyanis magyar szabadcsapatok egy ideig ellenálltak. Az osztrák csendőrség végül egy halálos áldozat árán augusztus 29-én foglalta el a települést. 1938. március 12-én az Anschlusst követően a települést az Ostmark Fürstenfelsi körzetéhez csatolták. 1945 áprilisában négy hetes állóháború alakult ki ezen a frontszakaszon.
A második világháborúban Bugróhegyről 39-en estek el, 15-en eltűntek, a civil áldozatok száma 13 volt. A háború után a Lapincs a szovjet és a brit megszállási övezet határát képezte. A két települést visszacsatolták a Németújvári járáshoz.
1971. január 1-jén Burgóhegyet és Magashegyet közigazgatásilag egyesítették. 2001-ben 723 lakosa volt.

## Nevezetességei
- A Bleier-kápolnát 1927-ben Josef Bleier építtette a háza elé fogadalomból, hogy fia visszatért az első világháborúból.
- A Laschalt-kereszt, Ludwig Laschalt háza előtt álló fakereszt, melyet 1985-ben restauráltak.
- A Kruiss-kereszt a Burgauberg 88. szám alatt álló útikereszt, 1980-ban restaurálták.